# Línea M-114 (Área de Málaga)
La línea M-114 es una ruta de transporte público en autobús interurbano del Consorcio de Transporte Metropolitano del Área de Málaga. Se trata de un servicio especial implantado para ofrecer a los estudiantes de Mijas y el núcleo de Población de Las Lagunas un servicio directo al Campus Universitario de Teatinos, durante el periodo lectivo universitario.

## Detalles de la línea
| Línea | Trayecto       | Recorrido y Horarios | Plano |
| ----- | -------------- | -------------------- | ----- |
| M-114 | Mijas-Teatinos | Recorrido y Horarios | Plano |